# Organiser
Organiser — индийская еженедельная газета на английском языке, официальный печатный орган ультраправой индуистской националистической организации «Раштрия сваямсевак сангх» (РСС). Organiser сыграл большую роль в пропагандировании идеологии РСС. Публикация газеты началась в 1947 году, за несколько недель до того, как Индия обрела независимость. За время существования газеты, её главными редакторами были такие известные фигуры в индийской политике, как А. Р. Наир, К. Р. Малкани, Л. К. Адвани, В. П. Бхатия, Шешадри Чхари. По данным на 2012 год главным редактором издания был Р. Балашанкер. Разовый тираж газеты составляет около 500 000 экз.